# Ère Ninpei
L'ère Ninpei (仁平), aussi romanisé en Nimpyō, est une des ères du Japon (年号, nengō, lit. « nom de l'année ») après l'ère Kyūan et avant l'ère Kyūju. Cette ère couvre la période allant du mois de janvier 1151 au mois d'octobre 1154. L'empereur régnant est Konoe-tennō (近衛天皇).

## Changement d'ère
- 20 janvier 1151 Ninpei gannen (仁平元年?) : Le nom de la nouvelle ère est créé pour marquer un événement ou une série d'événements. L'ère précédente se termine là où commence la nouvelle, en Kyūan 10, le 26e jour du1re mois de 1151[3].

## Événements de l'ère Ninpei
- 1151 (Ninpei 1,1re mois) : Le sadaijin Fujiwara no Yorinaga reçoit des pouvoirs supplémentaires à la cour impériale en tant que Naï-ken, ce qui lui donne le devoir et l'occasion de lire les requêtes écrites avant qu'elles ne soient présentées à l'empereur. Cela a fait partie des pouvoirs des régents sesshō ou kampaku. Les factions de la cour qui soutiennent Yorinaga tendent à s'opposer au daijō-daijin Fujiwara no Tadamichi et elles ont recours à tous les moyens possibles pour aider à l'élévation de la position de Yorinaga. Cependant, Yorinaga lui-même généralement déplait à cause de son caractère capricieux. Sa tactique et la stratégie pour améliorer son propre prestige sont essentiellement centrées sur la diminution du rôle de Tadamichi auprès de la cour[4].
- 13 avril 1152 (Ninpei 2, 7e jour du 3e mois) : L'empereur Konoe rend visite à l'empereur Toba-no Hōō pour célébrer l'anniversaire des cinquante ans de son père et l'empereur reste jusqu'au lendemain, se distrayant avec les danses et écoutant les représentations musicales[5].
- 28 janvier 1153 (Ninpei 3, 2e jour du1re mois) : Konoe visite la demeure de son père et le même mois, Taira no Tadamori, le chef du tribunal criminel meurt, et sa position est bientôt occupée par son fils, Taira no Kiyomori[5].

| Ninpei    | 1re  | 2e   | 3e   | 4e   |
| Grégorien | 1151 | 1152 | 1153 | 1154 |